# Idiots and Angels
Idiots and Angels és una pel·lícula d'animació per adults de comèdia negra estatunidenca del 2008 dirigida per Bill Plympton.

## Trama
Àngel és un home egoista, abusiu i moralment en fallida que passa l'estona en un bar local i renya els altres clients. Un dia, Angel es desperta misteriosament amb un parell d'ales a l'esquena. Les ales el fan fer bones accions, contràries a la seva naturalesa. Intenta desfer-se de les ales, però finalment es troba lluitant per aquells que veuen les seves ales com el seu bitllet per a la fama i la fortuna.

## Repartiment
- Mike Juarez com a Angel: un home egoista, trencat i arrogant que canvia d'opinió després que li comencin a tenir ales a l'esquena.
- Carrie Keranen com a rossa: la dona rossa de caràcter dolç i dona de Bart. També l'interès amorós d'Àngel.
- Marc Diraison com a Bart: el cobdiciós propietari del bar local.
- Arielle Doneson com a Fatty: la dona grassa mesquina, dura i també materialista que passa l'estona al bar amb l'esperança de guanyar fama, fortuna i l'atracció dels homes.
- Greg Sextro com a Doctor

## Producció
Segons Bill Plympton, el concepte de la pel·lícula va sorgir de la part superior del cap quan un membre del públic li va preguntar de què tractaria la seva propera pel·lícula. Plympton va dir "Es tracta d'un idiota que es desperta un matí amb ales a l'esquena". Interessat per la idea, Plympton va construir tota una història al seu voltant.
Després de la decepció comercial de l'últim llargmetratge de Plympton, Hair High, va decidir fer alguna cosa diferent, en estil, escriptura, etc. Terry Gilliam va permetre a Plympton utilitzar el seu nom per promocionar la pel·lícula, i es va titular Terry Gilliam Presents Idiots And Angels: A Bill Plympton Production en cartells promocionals.
La pel·lícula no té diàlegs, ja que Plympton es va interessar més a explicar una història a través de visuals directes.

## Premis
Va guanyar el premi al millor director al Buenos Aires Rojo Sangre de 2008.